# 白宮學者
白宮學者計畫（英語：The White House Fellows program），由美國總統林登·詹森在1964年10月創立此計畫，讓年輕人申請全職研究員支薪見習，1年跟在官員身邊，還參與各項決策討論。人員考核與晉用，由白宮學者委員會負責處理。

## 外部連結
- 官方网站